# Саддукеи
Саддуке́и (ивр. צְדוּקִים‎ [цдуки́м], צָדוֹקִים‎ [цадоки́м]) — название одной из трёх древнееврейских религиозно-философских школ, возникших в эпоху расцвета династии Маккавеев (ок. 150 года до н. э.) и просуществовавших вплоть до разрушения иудейского государства римлянами (70 год н. э.).
Эти три направления — саддукеи, фарисеи и ессеи — в основных чертах своих всецело выросли на почве учения Моисея и представляли лишь продукт различного отношения к способу применения его в жизни; но Иосиф Флавий, с целью сделать понимание еврейских философских школ доступным для своих нееврейских читателей, сравнивает, на основании некоторого внешнего сходства, саддукеев с эпикурейцами, фарисеев — со стоиками, ессеев — с пифагорейцами.
Так как ессеи, согласно своему учению, устранялись от всякого участия в политической жизни народа, то борьба между остальными двумя школами и резкая противоположность в их взглядах и стремлениях составляет главное содержание исторической жизни еврейского народа за указанный период времени и, в известном отношении, отразилась и на дальнейшей судьбе иудаизма.
В перечне 80 христианских ересей «Панарионе» (ок. 378 года) саддукеи на 14-м месте и первые среди семи иудейских еретических, с точки зрения христианства, сект.

## Происхождение названия
В отличие от фарисеев, религиозные воззрения которых в значительной степени сохранились в талмудической литературе, саддукеи, как школа, никаких письменных памятников после себя не оставили; тем не менее мы обладаем некоторыми сведениями о них, благодаря тем фрагментарным сообщениям, которые имеются о саддукеях у Флавия и в Талмуде. В общем, эти сведения согласны между собой и вполне подтверждаются книгами Нового Завета.
Согласно одному довольно позднему талмудическому источнику, школа саддукеев названа была так будто бы по имени своего основателя, некоего Садока, ученика известного мудреца Антигона Сохейского (IV—III века до н. э.). Последний, между прочим, учил: не будьте как рабы, служащие своему господину в расчёте получить за то вознаграждение, а будьте как рабы, служащие своему господину (из любви) без всяких расчётов на вознаграждение. Садок будто бы понял слова учителя в том смысле, что никакое вознаграждение не ожидает человека за гробом и что, следовательно, человеку следует заботиться лишь о своём земном благополучии, как это и делали саддукеи, которые все отличались своим богатством и роскошным образом жизни.

…Саддукеи, которые говорят, что нет воскресения… (Мф. 22:23).
Позднейшие исследователи (Гейгер и др.) полагали, что саддукеи названы так по имени библейского Садока (Цадока), родоначальника древней династии первосвященников.

## История развития школы
После возвращения иудеев из вавилонского пленения, за всё время зависимости Иудеи от персов и македонян, Садокиды сосредоточивали в своих руках не только духовную власть над народом, но и светскую.
Как Аарониды саддукеи пользовались большими доходами, которые в виде религиозных налогов взимались, согласно Моисееву закону, со всех произведений земли; таким образом саддукеи составляли не только родовую, но и денежную аристократию в Иудее.
Своего влияния и могущества саддукеи не лишились и тогда, когда главенство над народом перешло в руки священнического рода Хасмонеев (Маккавеев), которому народ обязан был своей независимостью.
Группируясь вокруг династии Хасмонеев в качестве их военачальников и советников, саддукеи сумели сосредоточить в своих руках военную и административную власть в стране, лишь редко уступая фарисеям, как это было, например, во время 9‑летнего царствования Саломеи Александры, когда судьбами Иудеи неограниченно распоряжался брат царицы, фарисей Симон (Шимон) бен Шетах.
Вскоре после окончательного уничтожения Маккавеевой династии Иродом (37 год до н. э.) к старой саддукейской партии примкнул священнический род Боэтусеев, родоначальник которых, Боэтус, выдал дочь свою за Ирода и был возведён последним в сан первосвященника.
Получив власть, Боэтусеи слились с саддукеями в одну партию; вот почему саддукеи в талмудической литературе одинаково называются то саддукеями, то Боэтусеями.
В силу своего официального положения, саддукеи не могли не сталкиваться с иноземными элементами и были поэтому в значительной мере заражены духом эллинизма.
Тем не менее они стояли на страже Моисеева закона, считая себя его охранителями, — отчасти потому, что за этот закон они проливали свою кровь под знаменами Маккавеев, но отчасти также и потому, что этот закон был для них, как для Ааронидов, источником влияния и богатства.

## Особенности учения
По свидетельству Флавия и Талмуда, саддукеи, в противоположность фарисеям, признавали один только писанный закон Моисея (Иосиф Флавий, «Древности» XIII, 10, 6; XVIII, 1, 4; Мф. 15:2; Мк. 7:3), отвергая все народные обычаи, накопившиеся в течение целого ряда столетий, и все постановления позднейших законоучителей, целью которых являлась изоляция еврейского народа и ограждение его от иноземного влияния.

## Саддукейская доктрина и светская власть
Несмотря на кажущиеся облегчения закона, которые представляла саддукейская доктрина, масса, по свидетельству Флавия, не доверяла саддукеям: она видела, как часто эти официальные представители закона, строго наказывавшие других за малейшее его нарушение, сами позволяли себе нарушать его не только тайно, но и явно, прикрывая свои согрешения властью и влиянием.
Не пошёл за саддукеями народ также и потому, что жить по библейской букве становилось иногда совершенно невозможным.
Обрядовая сторона Моисеева закона, в особенности многочисленные, подчас довольно тягостные предписания относительно соблюдения так называемой ритуальной чистоты — предписания, которые когда‑то, в более отдалённую эпоху, имели глубокий смысл и значение, — при изменившихся условиях жизни не только потеряли смысл, но и сделали жизнь еврея прямо немыслимой как в Иудее, так и в особенности вне Палестины, где он на каждом шагу приходил в соприкосновение с язычниками.
Ещё резче было противоречие между уголовными законами Моисея и этическими понятиями народа, развившимися вместе с ушедшей вперёд культурой.
Моисеев закон карает телесным наказанием и даже смертной казнью не только покушение на жизнь и благополучие ближнего, но и нарушение чисто религиозных постановлений.
Последнее имело ещё некоторое оправдание в древнееврейской теократии, когда Моисеев закон имел значение государственной конституции и когда всякое нарушение его было равносильно оскорблению божества.
С учреждением светской власти Моисеев закон должен был превратиться из государственной конституции в религиозный кодекс, — а религии свойственно поучать и увещевать, но не карать и умерщвлять.

## Разногласия с фарисеями
Фарисеи, которые, по свидетельству Флавия, считались «искуснейшими толкователями закона», признавали, наравне с саддукеями, что божественный закон неотменим, но приложили все усилия свои к тому, чтобы примирить его с жизнью.
Целым рядом искусственных толковательных приёмов и введением разного рода фикций они придавали букве закона несвойственный ей смысл, но такой именно, при котором закон переставал противоречить требованиям жизни и началам этики.
Саддукеи как элемент консервативный отвергали эти толкования и эти фикции, отчасти потому, что считали их дерзким нововведением, но отчасти также и потому, что фарисеи, с завистью глядевшие на религиозные прерогативы саддукеев, часто обнаруживали в своих толкованиях стремление к урезыванию этих прерогатив и к подчинению саддукеев своему влиянию.
Из указанного отношения саддукеев к писанному и устному закону вытекают все отличительные черты этой секты и все мотивы разногласия между нею и фарисейской, как в вопросах обрядовых и юридических, так и в вопросах религиозной догматики.
Во всех этих разногласиях саддукеи стояли на почве библейского текста в буквальном его смысле и отвергали все религиозные обычаи, не имевшие основания в Библии.
Так, например, саддукеи учили, что праздник седмиц всегда приходится на воскресный день (подобно празднику Троицы у православных христиан), в противоположность фарисеям, приурочившим этот праздник к 6-му Сивана, в память синайского законодательства.
Буквальный смысл текста был, конечно, на стороне саддукеев.
То же самое можно сказать и о всех приведённых в Талмуде разногласиях между саддукеями и фарисеями по вопросам ритуальной чистоты и соблюдения субботнего покоя.
Во всех этих случаях саддукеи отстаивали букву закона и не допускали никаких в нём облегчений, по крайней мере теоретически, хотя на практике вряд ли сами саддукеи следовали своему учению, в виду почти абсолютной невыполнимости многих из относящихся сюда законов.
Саддукеи отвергали обряд возлияния воды на алтарь в праздник Кущей; обряд этот не имеет основания в Моисеевом законе, но он был очень популярен в народе и совершался с большой торжественностью.
Некоторые полагают, что он был введён древними хасидеями (предшественниками фарисеев) как попытка к замене кровавых жертв в храме бескровными.
Именно этот обряд послужил поводом к возмущению народа против царя-первосвященника Александра Янная (95 год до н. э.) и к кровавой расправе последнего с приверженцами фарисеев.

## Шестилетняя война между саддукеями и фарисеями
Однажды Яннай исполнял в праздник Кущей обязанность первосвященника в храме.
Поданную ему для возлияния воду в серебряной чаше он, как истый саддукей, вместо того, чтобы возлить на алтарь, вылил на землю.
Присутствовавший в храме народ был возмущён явным презрением царя‑первосвященника к старинному обычаю и стал бросать в него этрогами, которые евреи в этот праздник держат обыкновенно в руках во время молитвы.
По приказу царя царская стража бросилась на безоружный народ; тысячи погибли от её мечей, обагрив своей кровью святое место.
Вскоре после этого вспыхнула шестилетняя междоусобная война между саддукеями и фарисеями, которая стоила последним 50 тысяч человеческих жертв, а оставшиеся в живых фарисеи должны были искать убежища в соседних странах, преимущественно в Египте.

## Отношение саддукеев к уголовному праву
В уголовных процессах, по словам Иосифа Флавия, саддукеи отличались гораздо большей строгостью, чем фарисеи.
И в этом отношении саддукеи стояли на почве библейского закона, применяющего смертную казнь в самых широких размерах.
Уголовное право фарисеев стремилось к полному упразднению смертной казни, если не de jure, то de facto, достигая этого с одной стороны своеобразными толкованиями текстов, с другой — предоставлением самых широких прав защите, в ущерб обвинению; саддукеи отвергали и то, и другое, памятуя слова Моисея: «да не сжалится над ним око твоё» (Синодальный текст: «да
не пощадит его глаз твой» Втор. 13:8, Втор. 19:13, Втор. 19:21) и «да искоренится зло из среды твоей» (Синодальный текст: «и [так] истреби
зло из среды себя» Втор. 13:5, Втор. 17:7, Втор. 19:19, Втор. 21:21, Втор. 22:24, Втор. 24:7).
Древний закон «око за око, зуб за зуб» (Лев. 24:20, Исх. 21:24, Втор. 19:21) саддукеи толковали, по словам одного источника, в буквальном смысле, в противоположность фарисеям, понимавшим его в смысле денежной пени.
В том же источнике сообщается, что у саддукеев был в употреблении особый кодекс о наказаниях, налагаемых за разные преступления, и что день отмены этого кодекса фарисеями объявлен был навсегда народным праздником.
Есть основание думать, что кодекс этот касался тех преступлений против религиозных предписаний, за который Моисеев закон, не определяя формы наказания, угрожает вообще «истреблением из среды народа».
Фарисеи понимали это «истребление» в смысле небесной кары (преждевременная смерть или смерть без потомства), саддукеи — в смысле судебного наказания смертью или изгнанием.
В согласии с изложенным стоят те факты, что первосвященник Каиафа, председательствовавший в синедрионе, которым был, согласно Евангелиям, осуждён Иисус Назаретянин, принадлежал к секте саддукеев (Деян. 4:6 и 5:17) и что член синедриона, фарисей Гамалиил (бывший учитель апостола Павла), выступил защитником апостола Петра против своих саддукейских коллег, решивших предать его смертной казни.

## Религиозная догматика саддукеев
По вопросам религиозной догматики источники указывают следующие три особенности саддукейского миросозерцания:
- признание абсолютной свободной воли человека,
- отрицание бессмертия души и воскресения мёртвых,
- отрицание ангелов и духов.

В противоположность ессеям, ставившим поступки людей в полную зависимость от предопределения, а также фарисеям, предоставлявшим лишь ограниченную роль свободной воле человека, саддукеи утверждали, что Бог не имеет никакого влияния на человеческие деяния — ни на злые, ни на добрые.
Выбор между добром и злом предоставлен вполне свободной воле человека; каждый по собственному усмотрению переходит на ту или другую сторону.
В этом отношении саддукеи стояли на древней библейской точке зрения, явно выраженной в следующем тексте (Втор. 30:15—19): «Смотри, предлагаю тебе ныне жизнь и добро, и смерть, в зло… избери же жизнь, дабы жив был ты и потомство твоё» (в Синодальном переводе: «Вот, я сегодня предложил тебе жизнь и добро, смерть и зло… Избери жизнь, дабы жил ты и потомство твоё…»).
Очень вероятно, что именно в признании саддукеями абсолютной свободы воли человека и, следовательно, ответственности его за свои поступки, и кроется их чрезмерная строгость в уголовных процессах.
Отрицание судьбы, в смысле фатальности человеческих поступков, вовсе не исключает, впрочем, возможность признания саддукеями идеи о Божьем Промысле вообще — идеи, которая лежит в основе всего учения Моисея и пророков.
По учению саддукеев, как оно передано Флавием, человек сам является ответственным за своё благополучие, равно как и за своё несчастье.
Подобное мировоззрение свойственно, обыкновенно, людям богатым и властным, какими и были саддукеи.

## Отрицание бессмертия души
Об отрицании саддукеями бессмертия души и всякого загробного воздаяния прямо говорит Флавий («Иудейская война», II, 7, 4); об отрицании ими воскресения мёртвых свидетельствуется во многих местах Нового Завета (Мф. 22:23 и параллельные места, Деян. 23:8).
И в этом отношении саддукеи стояли на почве буквы библейского закона, который прямо на загробное возмездие нигде не ссылается и, кроме признания единства и бестелесности Бога, вообще никакой догматики не касается.
Однако нет сомнения, что идея о загробном существовании не чужда была древним евреям; об этом свидетельствует, между прочим, рассказ о вызывании Саулом тени пророка Самуила; о воскресении мёртвых ясно говорится и у пророка Даниила (Дан. 12:2).
Всё это говорит в пользу высказанного ещё древнейшими отцами Церкви мнения, что саддукеи, подобно отчасти самаритянам, признавали абсолютный религиозный авторитет лишь за книгами Моисея, не считая для себя обязательными книги пророков и др.
Надо полагать, что саддукеям, как потомкам священнического рода, соперничавшего с потомками Давида за власть и влияние, не были по душе книги пророков, проникнутые мессианской идеей, с её надеждами на спасение народа именно отпрыском из дома Давида.

## Потеря саддукеями могущества
Исследованиями профессора Хвольсона установлено, что за всё время существования Второго храма все первосвященники его — которые, вопреки еврейской традиции, были вместе с тем и председателями Иерусалимского синедриона — принадлежали исключительно к саддукейской секте. Только за несколько лет до окончательного разгрома Иерусалима, в смутное время народного восстания, когда власть перешла в руки демократов фарисеев, саддукейские первосвященники уступили место фарисейским. В это же время издан был целый ряд законоположений, направленных на то, чтобы по возможности ослабить саддукейскую секту.
С падением Иерусалима и упразднением жертвоприношения саддукеи разом потеряли как политическое своё могущество, так и духовное своё значение. Партия растворилась и исчезла с исторической арены. Одни из саддукеев примкнули к фарисеизму, принявшему под влиянием изменившихся политических условий форму талмудического еврейства; другие, в виде разрозненных элементов, продолжали тайно исповедовать своё учение, не осмеливаясь открыто протестовать против усиливавшегося с каждым годом талмудизма.
Лишь в VIII веке н. э. обломки саддукеизма возродились к новой жизни, образовав учение караимов, которое представляет собой своеобразную «амальгаму» из саддукеизма и фарисеизма.